# Wilson Raj Perumal
Wilson Raj Perumal (n. 31 de julho de 1965) é um cidadão de Singapura condenado por manipular partidas de futebol.
Perumal foi acusado em vários escândalos de manipulação de resultados, incluindo o Asiagate entre 2007 e 2009 e o escândalo de jogos manipulados na Finlândia entre 2008 e 2011. Foi preso pela primeira vez por fraude esportiva em 1995, em Singapura.
Em fevereiro de 2011, foi preso na Finlândia e condenado a dois anos de prisão. Cumpriu um ano em uma prisão finlandesa antes de ser entregue às autoridades da Hungria. Cinco anos depois, retornou à Finlândia e tentou adquirir o Atlantis FC usando outro nome.
Perumal alega que participou de jogos manipulados que resultaram nas classificações de Honduras e Nigéria para a Copa do Mundo FIFA de 2010.
Durante o tempo em que esteve preso na Finlândia, Perumal cooperou com as autoridades e revelou uma rede global de manipuladores de partidas com base em Singapura. Ele culpou outros membros do grupo por sua prisão e identificou Dan Tan como o chefe da operação. O caso ficou conhecido como Asiagate.

## Primeiros anos
Perumal é o terceiro de cinco filhos. Seu pai era empreiteiro e instrutor de artes marciais. Perumal fala inglês, tâmil, malaio e hokkien. Durante a adolescência, foi selecionado para treinar atletismo com um grupo de atletas nacionais. Começou a participar de furtos na escola. Aos 18 anos, foi acusado de roubo na escola ASEAN e colocado em liberdade condicional. Ao terminar o ensino médio, tentou entrar para a Marinha, mas foi rejeitado devido aos antecedentes criminais.
Perumal trabalhou em uma empresa de construção naval chamada Far East Livingston, que construía barcos e plataformas de petróleo nos estaleiros de Singapura. Aos 19 anos, organizou sua primeira partida manipulada, um jogo amador em Singapura.
Perumal conheceu apostadores chineses durante a Copa da Malásia no início dos anos 1990. Em 1993, conheceu um indiano chamado Pal, que supostamente controlava dez dos catorze times participantes. Depois que Perumal subornou o jogador tcheco Michal Váňa, Pal o convidou para seu grupo. No fim de 1994, Perumal foi preso por manipular jogos da Copa do Primeiro-Ministro de Singapura. Confessou o crime e foi libertado mediante fiança.
Em 1995, Pal enviou Perumal à Inglaterra com um passaporte falso para tentar manipular partidas da Premier League. Perumal se passou por jornalista, entrou nos centros de treinamento e ofereceu propinas aos goleiros Ian Bennett e Dmitriy Kharin. Segundo a imprensa britânica, Bennett denunciou que dois indivíduos de Singapura ofereceram dinheiro para que ele perdesse um jogo contra o Liverpool.
Perumal retornou a Singapura, sendo acusado por uso de identidade falsa e corrupção. Cumpriu oito meses de prisão. Em 1996, viajou aos Estados Unidos para subornar seleções nos Jogos Olímpicos de Verão de 1996. Teria conseguido subornar a Tunísia e tentado negociar com três jogadores nigerianos para favorecer o Brasil na fase de grupos. Também tentou subornar o goleiro mexicano Jorge Campos, que recusou; ameaçados pelos seguranças, Perumal e seus cúmplices fugiram do país.

## Máfia Internacional de Apostas
Em 1997, Perumal afirma ter manipulado sua primeira partida internacional: Zimbábue contra Bósnia-Herzegovina, em 24 de fevereiro, pela Copa Dunhill, na Malásia. Ele se apresentou como agente de futebol e ofereceu cem mil dólares, dos quais a equipe de Zimbábue teria exigido trinta mil adiantados. Ainda nessa Copa, Zimbábue teria manipulado partidas contra o Vietnã e a China. A polícia de Singapura voltou a acusar Perumal por associação criminosa e tentativa de suborno na liga local. Ele foi preso em 1998, condenado e cumpriu dezoito meses de prisão.
Segundo Perumal: “Prefiro os homens da defesa: os dois zagueiros centrais, o último homem e o goleiro. Se você tiver os três últimos homens da linha defensiva na folha de pagamento, a manipulação funciona, pois quando se quer perder, os atacantes não ajudam”.
Ao sair da prisão em 2000, Perumal teria subornado o goleiro Lutz Pfannenstiel do Geylang United para entregar a partida contra o Woodlands Wellington. O zagueiro australiano Mirko Jurilj do Woodlands Wellington também teria sido subornado. Com medo de que isso não fosse suficiente, Perumal planejou um ataque noturno com um taco de hóquei contra Ivica Raguž, estrela do Woodlands Wellington. Ivica ficou ferido, não identificou o agressor, mas uma testemunha acusou Perumal, que foi condenado a mais um ano de prisão, sendo libertado em setembro de 2001.
Na Liga dos Campeões da UEFA de 2001–02, a partida entre Barcelona e Fenerbahce foi interrompida por falta de luz. Segundo Perumal, seu ex-chefe Pal desligou os refletores, pois casas de apostas devolviam o dinheiro se o jogo fosse suspenso. Porém, o estádio tinha geradores, a luz retornou e Pal perdeu três milhões de Ringgit malaio. Após o jogo, o sócio de Pal foi assassinado pela máfia de apostas de Singapura.
Perumal voltou a ser preso por fraude com cartão de crédito e violência doméstica, cumprindo quatro anos de prisão, sendo libertado em 2006.

## Segunda fase na máfia
Ao sair da prisão, Perumal conseguiu um emprego como supervisor de limpeza na prefeitura da cidade. Antigos colegas com conexões com jogadores do Sporting Afrique FC o convidaram para voltar a manipular partidas. Suas atividades voltaram a chamar a atenção da polícia, que o interrogou. Ele alegou ser apenas um agente de jogadores e se afastou do clube. Em seguida, concentrou seus esforços na Copa Merdeka, torneio comemorativo do Dia da Independência da Malásia.
Financiado pela máfia de apostas, Perumal se apresentou como agente da empresa World Wide Events and Sports International e ofereceu-se para ser o promotor da Copa Merdeka de 2007. Em troca, garantiria patrocínio para a federação local e cobriria as despesas de duas seleções convidadas: o Zimbábue —com quem já havia trabalhado em 1997— e Lesoto.
Segundo ele, disse aos atletas africanos antes do torneio: “Este jogo não tem importância alguma: não é uma eliminatória de Copa do Mundo nem pré-olímpico. Ninguém lembrará se vocês vencerem ou perderem. Mas se fizerem o que eu pedir, ganharão quarenta mil dólares para dividir.” O plano teria funcionado, e a participação de ambas as equipes teria sido manipulada do início ao fim.
Na Copa do Mundo de Futebol Feminino de 2007, Perumal teria subornado a seleção feminina da Nigéria para que perdesse para a Coreia do Norte em troca de sessenta mil dólares. Ele se apresentava novamente como agente da World Wide Events and Sports International. Federações facilitavam seu acesso fornecendo contatos diretos de atletas e dirigentes. Ao tentar subornar a equipe de Gana, teve a proposta recusada. A polícia o interrogou e, assustado, abandonou o torneio.
Em 2008, voltou à estratégia de promotor, dessa vez na Copa Intercontinental Sub-23, realizada em Kuala Lumpur com oito seleções olímpicas. Comprometeu-se a bancar os custos das delegações de Togo e Nigéria. Como o time sub-23 togolês não pôde comparecer, a federação enviou o sub-17. Segundo Perumal, disse aos jogadores: “Não há cachê, nem prêmio. Mas se fizerem o que peço, ganharão cinquenta mil dólares por jogo.”
Ambas as equipes teriam seguido suas instruções, exceto na partida entre Iraque e Nigéria, que deveria terminar empatada. O atacante John Owoeri, envolvido na manipulação de jogos anteriores, marcou o pênalti que deu a vitória à Nigéria. Após o jogo, foi excluído da seleção e ficou fora dos Jogos Olímpicos de Pequim 2008. O desempenho de Perumal nesse torneio teria impressionado Dan Tan, líder de outra máfia de apostas, que o convidou para sua organização.

## Terceira fase na máfia
Na Copa Merdeka de 2008, Perumal repetiu o esquema, dessa vez com as seleções sub-20 de Serra Leoa e Moçambique. Em seguida, teria feito o mesmo no Campeonato Asiático de Futebol Sub-19 de 2008 com o Líbano. Perumal viajou à América Central para acompanhar a Copa do Caribe, torneio classificatório para a Copa Ouro da CONCACAF. Ele teria dado dinheiro às seleções de Granada e Cuba.
Na Copa Ouro da CONCACAF de 2009, Perumal teria subornado as seleções de Granada e Nicarágua.
Em março de 2009, Perumal organizou um amistoso entre Zimbábue e Bahrein com ordens para que Zimbábue perdesse. O jogo terminou em 5 a 2 para Bahrein. O esquema chamou a atenção da máfia chinesa de apostas, que entrou em contato com Perumal para financiá-lo. Ele então viajou à Síria, onde controlava firmemente dois clubes: o Al-Wahda Damasco e o Nawair Sports Club. Perumal afirmou ter cinco ou seis jogadores de cada equipe em sua folha de pagamento. Os lucros teriam sido tão altos que ele foi apelidado de “rei da Síria” entre os mafiosos de Singapura.
Ainda em 2009, por meio da fachada World Wide Events and Sports International, organizou um torneio sub-20 no Egito com as seleções do Quênia, Nigéria, Gana, Guatemala e Egito. Segundo ele, todas as partidas foram manipuladas.
Em outubro de 2009, percebeu que precisava de uma nova empresa de fachada, pois a anterior enfrentava problemas legais. Fundou então a Football4U. O treinador de Botsuana, Stanley Tshosane, recusou uma proposta de suborno feita por um intermediário de Perumal para fraudar um amistoso contra a China — o caso virou notícia na imprensa local.
As empresas de Perumal organizaram os amistosos da seleção de Zimbábue entre 2007 e 2009, todos supostamente manipulados, no escândalo conhecido como "Asiagate".
Na Campeonato das Nações Africanas de 2009, Perumal teria subornado as seleções de Malawi e Benim. Em seguida, foi preso por três semanas por agredir um segurança em um shopping e fugiu de Singapura.

## Classificação de Honduras e Nigéria para a Copa do Mundo
Um jogador da Nicarágua que havia participado de jogos manipulados com Perumal durante a Copa Ouro da CONCACAF de 2009, Armando Collado, tornou-se seu operador na América Latina. Juntos, manipularam o resultado de uma partida da fase de grupos da Liga dos Campeões da CONCACAF entre o Deportivo Árabe Unido e o AD Isidro Metapán, de El Salvador.
Através de Armando, Perumal subornou a equipe salvadorenha para perder para Honduras nas eliminatórias da CONCACAF. Segundo ele, sua intenção não era classificar Honduras para a Copa, mas apenas ganhar dinheiro. No entanto, o resultado levou Honduras à Copa do Mundo FIFA de 2010.
Perumal e seus sócios também teriam organizado e manipulado os amistosos da seleção de El Salvador em 2010 contra os Estados Unidos e a Guatemala.
O presidente da Federação Nigeriana de Futebol teria entrado em contato com Perumal, desesperado, antes da última rodada das eliminatórias para a Copa de 2010. A Nigéria estava dois pontos atrás da Tunísia. Enquanto os nigerianos viajavam para enfrentar o Quênia, os tunisianos iam a Moçambique. Uma vitória da Tunísia garantiria sua vaga. Perumal garantiu que “tinha alguns jogadores do Quênia no bolso”. Caso a Nigéria se classificasse, teria direito de organizar três amistosos, escolhendo adversários e árbitros.
Segundo ele, colocar Honduras e Nigéria na Copa foi uma “conquista pessoal”.

## Amistosos prévios à Copa do Mundo de 2010
Em 2010, Perumal renomeou a Football4U como Exclusive Sports e organizou uma série de amistosos preparatórios para a Copa do Mundo FIFA de 2010.
Na sua folha de pagamento estariam, entre outros, os árbitros Kokou Djaoupe, do Togo, Samuel Langat, do Quênia, e Ibrahim Chaibou, da Nigéria.
A África do Sul enfrentou em amistosos organizados por Perumal a Tailândia, Bulgária, Colômbia, Guatemala e Dinamarca. A partida entre Tanzânia e Brasil, também organizada por Perumal, teria envolvido suborno aos tanzanianos e controle das apostas relacionadas ao jogo.
Em setembro de 2010, o amistoso entre Togo e Barein também teria sido manipulado. Como a seleção oficial de Togo disputaria uma partida em Botsuana dias antes, Perumal montou um time de impostores e o enviou a Barein. No dia seguinte, jornalistas togoleses descobriram o evento no site da FIFA, revelando o golpe. A imprensa publicou diversos artigos sobre a falsa seleção togolesa, e intermediários ligados a Perumal perderam seus cargos na federação local.

## Suborno de árbitros
A partir de 2009, Perumal passou a investir no suborno de árbitros, alegando que os jogadores eram emocionalmente instáveis e se esqueciam do combinado quando o jogo começava.
Ele teria subornado o responsável pela escolha de árbitros dentro da Confederação Africana de Futebol, entregando-lhe dez mil dólares para garantir que árbitros de sua confiança fossem escalados para jogos das eliminatórias da Copa do Mundo FIFA de 2010 e outras partidas importantes.
A Confederação Africana de Futebol escalou um árbitro do Zimbábue, vinculado a Perumal, para apitar o último jogo da Eliminatórias da Copa do Mundo FIFA de 2010 - África entre Costa do Marfim e Guiné. Pouco antes, o mesmo juiz havia apitado o amistoso entre Barein e Togo — também organizado por Perumal — vencido por Barein por 5 a 1.
Perumal explicou o funcionamento das fraudes: “Alguns entram como patrocinadores, assumem um clube, colocam jogadores estratégicos no elenco e controlam os resultados. Outros dão dinheiro a atletas para apostarem; quando eles perdem, sugerem que a única saída é manipular partidas. Há ainda quem apenas conquiste a confiança de árbitros ou jogadores e pergunte: ‘Quer fazer negócio?’”.

## Na América do Sul
A Exclusive Sports organizou a Copa Córdoba Internacional Sub-20 em 2010, na Argentina, e a Copa Aerosur Internacional Sub-20 na Bolívia. Perumal alega que as duas competições foram manipuladas. Ambos os torneios receberam queixas sobre atuações vergonhosas de árbitros africanos.
Em 9 de fevereiro de 2011, Perumal manipulou dois amistosos disputados no mesmo dia em Antália, na Turquia: Bolívia contra Letônia e Estônia contra Bulgária. Os árbitros assinalaram, juntos, sete pênaltis nas duas partidas. A FIFA abriu uma investigação sobre suspeitas de manipulação nos jogos.

## Na Finlândia
Perumal dizia temer atuar na Europa devido à presença de máfias consolidadas do Leste Europeu e da Albânia, territórios controlados por grupos extremamente violentos. Ainda assim, em 2009, encontrou oportunidade no Rovaniemen Palloseura, da Finlândia, que contava com oito jogadores da Zâmbia recebendo apenas mil euros por mês. Ele ofereceu dez mil euros por partida para que obedecessem às ordens da máfia de apostas.
Animado com o sucesso no Rovaniemen Palloseura, Perumal abordou o Football Club Honka com proposta de patrocínio de “mais ou menos” meio milhão de euros. Em troca, indicaria cinco ou seis jogadores à equipe sob o pretexto de vendê-los a outros clubes. Na verdade, os atletas cumpririam ordens da máfia em campo. O modelo teria sido inspirado no Football Club Chiasso, que na temporada 2007–08 teria mantido acordo semelhante com outra organização. O FC Haka recusou, mas o Porin Palloilijat e o Tampere United demonstraram interesse. Perumal firmou acordo com o Tampere United.
Ainda na Finlândia, o goleiro Willis Ochieng, do IFK Mariehamn, teria recebido 50 mil euros para manipular partidas.

## Asiagate e outras condenações
Em 2010, um agente da FIFA do Maláui denunciou Perumal, acusando-o de manipular partidas da seleção do Zimbábue e de tentar subornar jogadores do Mazembe durante a Copa do Mundo de Clubes da FIFA de 2010, tentativa que foi rejeitada pelo goleiro Muteba Kidiaba. O caso ficou conhecido como Asiagate.
Na manhã de 24 de fevereiro de 2011, Perumal foi detido pela polícia no aeroporto de Helsinque, acusado de entrar na Finlândia com documentos falsos. Enquanto aguardava a deportação, Christopher Musonda confessou que Perumal subornava jogadores do Rovaniemen Palloseura. A polícia finlandesa confiscou seu laptop, telefone celular e mala, onde foram encontradas pastas com documentos relacionados ao acordo com o Porin Palloilijat.
Em 19 de julho de 2011, o Tribunal de Recursos de Rovaniemi condenou Perumal e nove jogadores do Rovaniemen Palloseura por manipulação de resultados. Ao todo, 24 partidas foram manipuladas, e o resultado pretendido foi alcançado em 11 delas. Perumal foi condenado a dois anos de prisão e a devolver 150.000 euros considerados lucro obtido com a manipulação. Os subornos variaram de 500 euros oferecidos a um jogador até um total de 80.000 euros distribuídos entre oito atletas. O maior valor entregue a um único jogador ultrapassou ligeiramente os 40.000 euros. Os jogadores foram suspensos. Os condenados incluíram seis zambianos e dois georgianos: Godfrey Chibanga, Chileshe Chibwe, Francis Kombe, Stephen Kunda, Christopher Musonda, Chanda Mwaba, Nchimunya Mweetwa, Pavle Khorguashvili e Valter Khorguashvili.
Wilson Raj Perumal publicou suas memórias sobre a manipulação de partidas no livro Kelong Kings, escrito juntamente com os jornalistas investigativos Alessandro Righi e Emanuele Piano. A obra foi lançada em 28 de abril de 2014. Em 2021, ele foi acusado de tráfico de pessoas na Hungria.